# Wiesemscheid
Wiesemscheid est une municipalité allemande située dans le land de Rhénanie-Palatinat et l'arrondissement d'Ahrweiler.

## Source
- (de) Cet article est partiellement ou en totalité issu de l’article de Wikipédia en allemand intitulé « Wiesemscheid » (voir la liste des auteurs).